# 八つ墓村 (1977年の映画)
『八つ墓村』（やつはかむら）は、1977年に公開された、野村芳太郎監督の日本映画。原作は横溝正史の同名小説。

## 概要
1960年代後半からの横溝ブーム（漫画化・映画化にいたる経緯は「石坂浩二の金田一耕助シリーズ」の項を参照）を受けて、松竹は1975年に『八つ墓村』の制作を決定する。監督の野村芳太郎をはじめ、脚本の橋本忍、撮影は川又昂、音楽に芥川也寸志と『砂の器』を制作した陣営を起用。2年3箇月の製作期間と7億円（現在の15億円分）の制作費をかけた上で東宝作品などと競うように封切られ、目論見通り配収19億8600万円という松竹映画の歴代に残る大ヒット作となった。
探偵・金田一耕助の役には渥美清を配するなど、同時期の東宝配給による石坂浩二のシリーズとは作風が大幅に異なる。また、事件を「祟りに見せかけた犯罪」ではなく「本当の祟り」として描き、主要登場人物を大幅に削減して人物関係を簡略化した。さらに、推理物でありながら金田一による謎解きのくだりが短縮され、終局は背景を鍾乳洞洞窟とした迫力ある恐怖描写に差し替える等、推理劇風のオカルト映画へと改変した異色作となった。
テレビCMで流された濃茶の尼のセリフである「祟りじゃ〜っ」は、キャッチコピーとして流行語にもなり、当時大人気だったザ・ドリフターズがコントに取り入れたことも話題となった。
公開当時、松竹のそばにあった松竹セントラル劇場では連日多くの観客が訪れ、入れ替えの時間になると劇場から地下鉄の東銀座駅まで人が溢れた。公開期間中、同劇場の入り口には八つ墓明神のレプリカを設け、客はそこをくぐって会場に入る仕掛けになっていた。
第1回日本アカデミー賞で最優秀音楽賞受賞。
1979年10月12日、フジテレビ系列にてテレビ初放送され、関東地区では34.2%の高視聴率となった（ビデオリサーチ調べ）。

## あらすじ
寺田辰弥は首都圏空港で航空機誘導員をしていたが、ある日の新聞尋ね人欄の記述により大阪北浜の法律事務所を訪ねることになった。体にあった火傷の痕で辰弥は尋ね人本人と認められるが、そこで初めて会った母方の祖父であるという井川丑松はその場で突然、苦しみもがき死んでしまう。辰弥は父方の親戚筋の未亡人である森美也子の案内で生れ故郷の八つ墓村に向かうことになった。辰弥は美也子から腹違いの兄・多治見久弥が病床にあり余命幾ばくもなく子もいないため、辰弥が故郷の豪家の多治見家の後継者であると聞かされる。赤子であった辰弥を連れて村を出た母の鶴子は別の地で結婚した後、辰弥が幼いころに病死しており、辰弥は自分の出自について今まで何も知らずにいたのだった。
美也子に聞かされた多治見家と八つ墓村にまつわる由来は戦国時代にまで遡った。1566年、毛利に敗れた尼子義孝という武将が同胞と共に8人で今の八つ墓村の地に落ち延び、村外れに住みついた。しかし落ち武者たちは毛利からの褒賞に目の眩んだ村人たちの欺し討ちに合って惨殺される。落ち武者たちは「この恨みは末代まで祟ってやる」と呪詛を吐きながら死んでいった。このときの首謀者である村総代の庄左衛門は褒賞として莫大な山林の権利を与えられ、多治見家の財の基礎を築いた。だが、庄左衛門はあるとき突如として発狂、村人7人を斬殺した後、自分の首を斬り飛ばすという壮絶な死に方をする。村人はこのことにより落武者の祟りを恐れ、義孝ら8人の屍骸を改めて丁重に葬り祠をたてたことから村は八つ墓村と呼ばれるようになったというものだった。
さらに、辰弥の父だという多治見要蔵も28年前に恐ろしい事件を起していた。要蔵は事件当時に多治見家の当主で妻もありながら、若い鶴子を強引に妾にし、多治見家の離れに軟禁していた。しかし、鶴子が生まれたばかりの辰弥を連れて出奔してしまい、その数日後の夜に要蔵は発狂して妻を斬殺、村人32人を日本刀と猟銃で虐殺し、失踪したという。
八つ墓村では辰弥の帰郷と呼応するようにまた連続殺人が起こりはじめ、私立探偵の金田一耕助が事件調査のため村に姿を現わす。

## 配役
本作では「田治見」でなく「多治見」と表記している。
寺田辰弥
演 - 萩原健一（少年時代：吉岡秀隆）
AGSの航空誘導員として働いている青年。多治見家の後継ぎとして東京から呼ばれ、自身の出生の謎を知るため岡山の八つ墓村へとやってくる。母からは「龍の顎（あぎと）」で自分は生まれたと教えられている。　
金田一耕助
演 - 渥美清
私立探偵。諏訪弁護士から井川丑松の毒殺について調査のために雇われる。麦わら帽子に白シャツ姿。中盤で全国各地を巡って、32人殺害の被害者たちを含む関係者の現況や戦国時代にまで遡る血縁などを調べ、連続殺人の背景を明らかにした。
森美也子
演 - 小川真由美
八つ墓村の西側に家を構える森家（通称：西家）の未亡人。辰弥を岡山まで案内する。多治見家と辰弥の仲介役を務める。原作の典子の設定の一部も継承している。　
多治見久弥
演 - 山﨑努
多治見家当主で辰弥の異母兄。親戚連中から財産を狙われていることを嫌い、自分の余命の短さを察して辰弥を探し出すよう申し出る。薬に硝酸ストリキニーネを混ぜられ二番目の被害者となる。後に、要蔵が辰弥は自分の子でないと血液検査で確認していたことを知りながら跡取りを任せるよう遺言を残した事が明らかになる。
多治見春代
演 - 山本陽子
辰弥の異母姉。一度嫁に出たが子宮筋腫で婚家から戻ってきた過去がある。辰弥に父・要蔵の秘密を明かす。洞窟に避難している辰弥に差し入れに向かったところを殺害され七番目の犠牲者となる。その際、犯人の左小指を噛み深手を負わす。
多治見小竹
演 - 市原悦子
多治見家の実質権力者である双子の老婆の姉。親族連中から財産を狙われていることを嫌い、辰弥に何としても跡目を継いでもらうように厳しく当たる。連続殺人の犠牲者とならなかったものの鍾乳洞から現れた蝙蝠の大群に多治見家を荒され、仏壇の火が家に燃え移り多治見家もろとも運命を共にした。　
多治見小梅
演 - 山口仁奈子
多治見家の実質権力者である双子の老婆の妹。姉ほど口数は多くないが、小竹と同様に辰弥には厳しく当たる、鍾乳洞で要蔵の遺体に小竹と2人で参っていたときに誘拐されて殺害され、五番目の犠牲者となる。
井川鶴子
演 - 中野良子
辰弥の実の母。八つ墓村の郵便局で働いていた。要蔵に連れ去られ監禁された末に辰弥を産む。幼いころにいじめられた辰弥には「お前のお父さんは仕事で遠いところにいる」と教えていた。
多治見要蔵
演 - 山﨑努（二役）
多治見家の先代の跡取りで辰弥達の父親。妻子が居るにもかかわらず鶴子に恋をし、拉致監禁したうえ妾になることを承知させ、辰弥を産ませる。鶴子の失踪後狂いだし村の住人32人を虐殺する。その後行方不明になる。　
井川丑松
演 - 加藤嘉
辰弥の実の祖父。大阪まで足を運び辰弥と最初に面会するが、持病の薬に混入された硝酸ストリキニーネで毒殺され最初の犠牲者となる。辰弥が要蔵の子供でない秘密を工藤から聞いており、その一部を出発前に勘治に語っていた。
井川勘治
演 - 井川比佐志
丑松の子。鶴子の兄。父から聞いた秘密を辰弥に明かす。ちなみに演じた井川比佐志は94年版では諏訪弁護士を演じている。
工藤（校長）
演 - 下條正巳
村の小学校の校長。辰弥の出生の秘密を知るただ一人の人物（原作の梅幸の役割の一部を担う人物）。村の迷信にもとらわれず常識人で、誰からも好かれる人物、多忙な中、辰也に事の真相を時間を割いて話そうとしたが、法事の席で酢の物に硝酸ストリキニーネを入れられ三番目の犠牲者となる。工藤校長の死で八つ墓明神の祟りだと村中がパニックに陥る。
久野恒三郎（医師）
演 - 藤岡琢也
村に唯一の診療所の医師で要蔵の甥（弟の息子）(原作の久野恒実に里村慎太郎の設定の一部を合わせた人物）。薬品管理が杜撰で医師としても心もとない。県会議員選挙に出馬し湯水のように金を使う。多治見の財産を狙っており辰弥を快く思っていない。久弥の初七日の晩に失踪し、後に鍾乳洞内で遺体となって発見され六番目の犠牲者となる。
森荘吉
演 - 浜村純
西家の当主で美也子の義父。
吉岡太一郎
演 - 浜田寅彦
村でトラックの運送会社を運営する多治見家の親戚。村の鍾乳洞が観光名所になると思い何かと多治見家に資金援助を申し入れるが、ことごとく退けられる。
吉蔵
演 - 山谷初男
西屋の博労。年ごろ50歳前後の、顔も体もゴツゴツといかつい男。26年前の事件では新妻を殺された。それゆえに要蔵の身内である辰弥に憎しみを抱き、辰也が村へ来たときは露骨に睨み付ける。犠牲者が増えていくことで、暴徒化し西家に乗り込んでくるものの、原作と異なり、金田一による真犯人の発表により冷静さを取り戻して生き残る。
濃茶の尼
演 - 任田順好
迷信深く八つ墓明神の祟りを恐れている尼。被害妄想となり「八つ墓明神の祟りじゃ、辰弥がいると血の雨が降る」と村中に言いふらし、辰弥に早くこの村から出て行けと警告する。久弥の初七日の翌朝、自身の庵で四番目の犠牲者となって発見される。
- 和江 - 夏純子

森美也子の妹。
- 諏訪（弁護士） - 大滝秀治

神戸の弁護士。原作と異なり里村家とは血のつながりがなく、年齢も初老の人物へと変わっている。金田一を雇って丑松殺害の事件の調査を依頼する。
- 磯川（警部） - 花沢徳衛

岡山県警の警部。連続殺人の調査を任されている人物で、金田一の捜査を全面的に従って協力する。
- 新井（巡査） - 下條アトム

八つ墓村の巡査。村人たちの暴徒を鎮めるようになだめているが、最初の犠牲の「８人」から4の倍数で犠牲者が増えて20年前の事件が32人になっている事から村人「128人」全員が犠牲になるのではないかと恐怖する。
- 矢島（刑事） - 綿引洪
- 尼子義孝 - 夏八木勲
- 落武者 - 田中邦衛
- 落武者 - 稲葉義男
- 多治見庄左衛門 - 橋本功
- 亀井陽一 - 風間杜夫
- 多治見おきさ - 島田陽子
- その他のキャスト - 浅茅しのぶ、岡本茉莉、片岡五郎、森三平太、丹古母鬼馬二、荒砂ゆき、矢野宣、及川広夫、鈴木誠一、山本清、大谷朗、山崎満、加藤健一、椎谷建治

## スタッフ
- 監督 - 野村芳太郎
- 製作 - 野村芳太郎、杉崎重美、織田明
- 原作 - 横溝正史
- 脚色 - 橋本忍
- 音楽 - 芥川也寸志
- 撮影 - 川又昻
- 美術 - 森田郷平
- 編集 - 太田和夫
- 録音 - 山本忠彦
- 照明 - 小林松太郎
- 助監督 - 大嶺俊順、伊藤聚、鈴木敏夫、松原信吾
- 神楽曲 - 小泉文夫
- 備中神楽 - 成羽社中
- 殺陣 - 菊地剣友会
- スタントマン - JAC
- 効果 - 東洋音響
- 特殊メイク - マキシーン・坂田
- 動画 - 東京アニメーションフィルム
- 現像 - 東洋現像所
- 協力 - 日本航空、空港グランドサービス

## 製作

### 製作まで

#### 角川春樹との確執
1975年に映画化の企画が持ち上がった際、角川書店の社長に就任したばかりの角川春樹が本作のプロデュースに名乗りを上げていた。彼はプロデューサーとして映画業界への本格参入を計画し、先に『八つ墓村』の原作権を松竹に売っていたこともあり、共同製作の形で本作に関わろうとしていた。しかし「出資と共にプロデュースもしたい」という角川の提案に、松竹内部では賛否が分かれ、最終的に松竹の会長だった城戸四郎が提携を却下する決定を下して、松竹の自社製作という形になった。一方で角川に対しては、角川書店が連動企画と銘打っていた『横溝正史フェア』を無視したり、間接費という名目で4億円の手数料を要求する等、松竹側の不誠実な対応が重なり、不信感を募らせた角川は本作から手を引くことになる。ただ、企画当初から想定されていた、監督を野村芳太郎にする案は、松竹単独の製作となった後も継承された。

### キャステング

#### 渥美清による金田一耕助
金田一役に渥美清が起用されたのは横溝自身の希望によるものである。小林信彦編『横溝正史読本』（角川書店、1976年、63ページ、角川文庫、2008年改版、89ページ）によると、松竹から本作の映画化の申し込みがあった際、金田一についてはまだ決まってないが二枚目になるだろうと言われ、それに対し「探偵というものは狂言回しでしょう。主人公は別にいるんですヮ。犯人か被害者かどちらかが二枚目になるでしょう、二枚目を二人出されちゃ困る。だから金田一役、やっぱり汚れ役にしてほしい、お宅ならやっぱり渥美清だろう。」と答えたという。また、たまたま野村芳太郎に会った際に「金田一をやりたいんだが、ウチ（松竹）には、金田一を出来そうな役者が居ないんだよ」と話しかけられたのに対して、「そんなことはない。今は石坂浩二の当り役みたいになってるけど、見るからに二枚目だし、いかにも頭が良さそうで、本当のことを言うと、原作の金田一とは割と離れている。原作のイメージで言えば、お宅の渥美清なんかの方が近い。」と答えたとも語っている。

#### その他キャスト
鶴子役を演じた中野によると、山崎努演じる要蔵に寝室で乱暴されるシーンについて以下のように回想している。「山崎さんは普段寡黙で温厚な方なのですが、撮影が始まると完全に要蔵になりきっていました。迫力ある山崎さんに手加減なく蹴飛ばされたため、“体にアザができたかも”と思ったほどです。でもカット後に体を確認するとアザなどはなく、山崎さんは動きを派手に見せつつ、私にダメージがないギリギリの力加減で演じられていて、その表現力に驚かされました」。
映画評論家の樋口尚文は、「萩原さん演じる辰弥が当時のリアルな若者の姿を象徴していた。対して『寅さん』のイメージが強い渥美さん演じる金田一は、観客を虚構の世界に導く役割を担っていました」と語っている。中野は、「本編では事件が起きる度に村人が大騒ぎする姿と、渥美さん演じる金田一耕助の落ち着いた態度の対比が、本作に良いリズムをもたらしている」と評している。
ちなみに中野は、辰弥の少年時代を演じたのが子役時代の吉岡秀隆だったとは、最近（2022年頃）まで気づいていなかった。
脚本の橋本忍は美也子役を成立させることができるのは、吉永小百合、栗原小巻、浅丘ルリ子しかおらず、この３人が使えないのなら、作品はやめたほうがいいと考えていたが、小川真由美に収まった。

### 脚本
本作のシナリオは当初ある脚本家が書いていたが、野村がその内容に満足できず半年後にしびれを切らし、脚本は橋本忍に変更となった。出来上がった映画では石坂以上にコミカルな面は排除され、謹厳な学者のように事件を解説する金田一となった。なお、渥美清にとっては『男はつらいよ』の「寅さん」以外のキャラクターでは、本作が唯一ヒットを飛ばした作品となった。

### 製作会見
1976年8月13日に銀座東急ホテルで製作発表会見があり、主要キャスト・スタッフ、関係者が出席。8月16日に大阪でクランクイン、撮影期間は1年1ヵ月の長期にわたり、1977年9月末に封切を予定している。全体の3分の1の舞台が鍾乳洞となり、松竹で初のパナビジョン方式を採用、高性能レンズを使用し、ロウソク程度の明るさでも撮影が可能である、などの説明があった。主役に抜擢された萩原健一は「何かすごく責任重大でどこまでやれるのかちょっと心配です。それに長い年月をかけて撮影するのは初めて。共演の相手が渥美さんとは願ってもないです。頑張ります」と意欲を見せた。

### ロケハン等

#### 時代設定の変更、ロケ地探し
時代設定は、原作の戦後間もない昭和20年代から映画制作当時(1970年代)へと移している（この作品よりも後に製作された東宝のシリーズは原作の通りの時代設定）。また、日本航空と提携した上で辰弥の職業を空港職員に設定し、ジェット機が離着陸する近代的な場面を冒頭とラストシーンに見せる事で、失われつつある農村風景とのコントラストを強調し、当時高度経済成長のピークにあった日本国が旧来の陋習から近代化へと解放される様のメタファーとなっている。他にも、角川と東宝の『金田一シリーズ』が小説に比較的忠実なのに対し、本作は映画オリジナルの部分が多い(詳しくは、後述「原作との主な差異」)。
作中でのロケ地探しに1年半を費やした。特に苦労したのが物語で重要な場面となる洞窟で、スタッフは日本中の鍾乳洞を回ってロケ地を探した。事前に野村は独自の演出ノートに洞窟のイメージを描き、それに合う場所を探した。下記ロケ地の欄にはないが、野村芳樹によると「父(・野村芳太郎)の演出ノートによると、洞窟のシーンは沖縄で撮影したものが一番多く使われている」と証言している。

### 演出
野村は本作に、1976年公開のデ・パルマ監督の映画『キャリー』のような、アートっぽいモダン・ホラーの要素を取り入れたとされる。本作は150分以上もあるため、野村はシーンによって演出に強弱のメリハリを付けることで観客を飽きさせない工夫をした。
作中の“村人32人殺し”のシーンでは、村人の悲鳴が聞こえる中、要蔵は淡々と殺しを遂行していく。野村はこのシーンで要蔵に一言も言葉を喋らせないことで、より一層彼の凄みや殺人シーンに恐怖感を持たせた。
終盤の小川真由美が般若面の形相になるシーンの撮影時、野村はメイクを過激にしすぎると観客が白ける可能性を不安視した。“おどろおどろしい”と“白ける”の境目を判断するため、小川に異なるメイクを施して何パターンも撮影した。撮影後、近くの女子大の学生たちに小川のシーンの動画または写真を見せ、感想を聞いて本編で使う映像を決めた。

### 原作との主な差異
原作の重要な要素のうち、下記は省かれている。
- 来村前の辰弥を探っていた不審人物および送られてきた警告状
- 辰弥が守り袋に持っていた鍾乳洞の地図（「竜の顎（あぎと）」というキーワードのみを聞かされていた）
- 野村荘吉による美也子への疑惑（美也子の夫は特に不審点の無い交通事故死、金田一は諏訪弁護士の依頼で丑松殺害調査のために来村）
- 里村兄妹（慎太郎、典子）の存在（森荘吉（原作の野村荘吉、美也子の義兄ではなく義父）は要蔵の従弟なので、美也子自身に優先順位の低い間接的相続権がある）
- 小梅と小竹による辰弥への睡眠薬投与（鍾乳洞への入口が別棟の納屋にあるため、なお入口は壁の隠し扉で長持に偽装はされていない）
- 落雷による双児杉の損壊、疎開医新居の存在および久野医師の殺人計画書
- 慶勝院梅幸および麻呂尾寺の長英と英泉の存在（事件終結後に金田一が亀井陽一の存命を知るが、辰弥には対面させないことにした）
- 鶴子が恋文や写真を封じ込めた屏風
- 金田一の指導による洞窟探検、およびそれを応用した辰弥と典子による探検
- 村人たちによる鍾乳洞内での辰弥追跡（鍾乳洞の入口で待ち構える態勢を選択する）、および美也子による扇動
- 辰弥による財宝発見

その他の原作からの変更点のうち、既述の時代設定以外で特に重要なものとして下記を挙げることができる。
- 新聞の尋ね人に弁護士のフルネームが「諏訪啓」、辰弥の養父の名が「辰造」（原作では虎造）と記載されている。
- 辰弥の火傷痕は背中に大きなものが十字に2個あるのみ。
- 久野医師は要蔵の従兄ではなく甥で、名は恒三郎である。
- 僧侶の被害者は濃茶尼妙蓮のみ、久弥の初七日では亀井陽一と鶴子の関係を知る工藤校長が毒入り料理を食べて死亡する。
- 辰弥と美也子は恋仲となり、洞内を探検して亀井と鶴子が情交していた「竜の顎（あぎと）」を発見し情を交わす。
- 犯人であることを辰弥に知られた美也子は、般若面の形相になって辰弥を追い回して殺そうとするが、辰弥の悲鳴の後に起きた落盤に巻き込まれて死ぬ。辰弥は落盤で開いた天井の穴（八つ墓明神の近くに開いていた）から脱出する。多治見家には落盤で飛び立った蝙蝠の大群が押し寄せ、結果飛び回る蝙蝠によって仏壇の蝋燭が倒れたことや蝋燭の火によって発火した蝙蝠の焼死体が障子にぶつかったことなどで出火、火事になり念仏を唱える小竹諸共全焼した。

## ロケ地

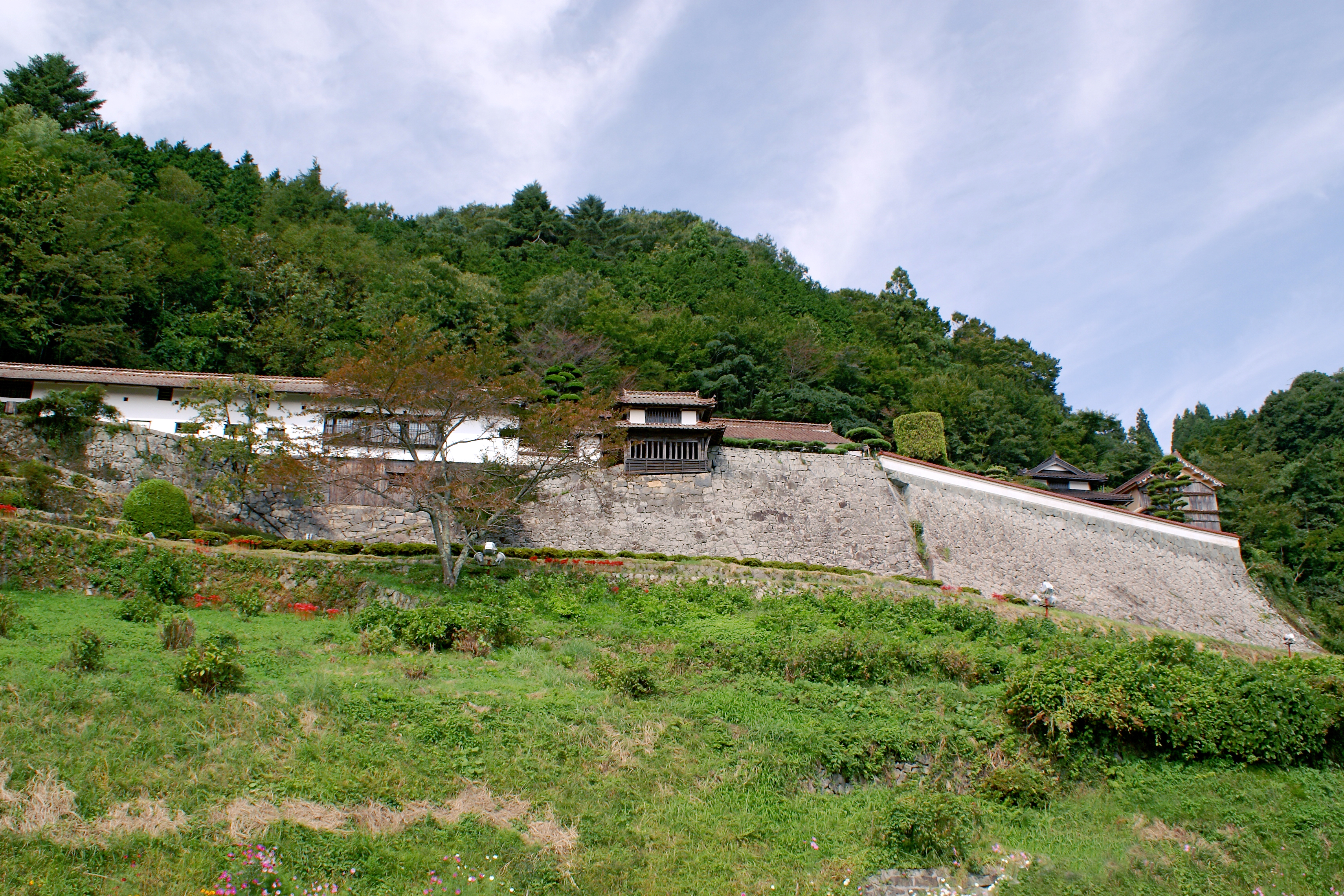
広兼邸

多治見家
岡山県高梁市成羽町の吹屋ふるさと村にある広兼邸でロケが行われた。
鍾乳洞
岡山県 - 満奇洞
岩手県 - 滝観洞
山口県 - 秋芳洞、景清洞、大正洞
高知県 - 龍河洞
沖永良部島（鹿児島県） - 水蓮洞、昇龍洞

## サウンドトラック
シングル
「道行のテーマ／落武者のテーマ」
アルバム
「八つ墓村 オリジナル・サウンドトラック」

## 映像ソフト
| 発売日        | レーベル         | 規格    | 規格品番   | 備考                                                 |
| ------------- | ---------------- | ------- | ---------- | ---------------------------------------------------- |
|               | 松竹ホームビデオ | VHS     | SE-0150    |                                                      |
|               | 松竹ホームビデオ | VHS     | SE-9864    |                                                      |
| 1989年8月25日 | パイオニアLDC    | LD      | SF057-1629 |                                                      |
| 2002年4月21日 | 松竹             | DVD     | DA-5150    |                                                      |
| 2012年3月28日 | 松竹             | DVD     | DA-5150    |                                                      |
| 2014年10月3日 | 松竹             | Blu-ray | SHBR-0257  | 「あの頃映画 the BEST 松竹ブルーレイ・コレクション」 |